# Ioannis Amanatidis
Ioannis Amanatidis (grč. Ιωάννης Αμανατίδης) (Kozani, Grčka, 3. rujna 1981.) je grčki umirovljeni napadač i bivši nacionalni reprezentativac. Posljednji klub, Eintracht Frankfurt, Amanatidis je napustio 18. srpnja 2011.

## Karijera

### Klupska karijera
Amanatidisova obitelj je emigrirala u Njemačku, preciznije u Stuttgart kada je Ioannis imao devet godina. Tamo je igrač najprije počeo igrati za mladu momčad kluba Stuttgarter SC dok je 1995. prešao u nogometnu akademiju VfB Stuttgarta.
Članom seniora VfB Stuttgarta postao je 1999. ali je sezone 2000./01. i 2001./02. proveo na posudbama u Greuther Fürthu. Svoju bundesligašku karijeru igrač je započeo 2002. kada se vratio u matični Stuttgart ali nakon sukoba s tadašnjim trenerom Felixom Magathom više nije dobivao mogućnosti da igra. Zbog toga je 2004. poslan na posudbu u Eintracht Frankfurt. Igrač je tamo impresionirao svojim igrama iako se momčad borila za opstanak u prvoj ligi.
U ljeto 2004. Ioannis Amanatidis potpisuje za Kaiserslautern ali se nakon jedne sezone u klubu vraća u Eintracht Frankfurt koji se ponovo kvalificirao u Bundesligu. U klubu se Amanatidis pokazao kao odličan napadač te mu je u sezoni 2007./08. dodijeljena kapetanska vrpca.
Iako je u travnju 2004. Ioannis produžio ugovor s Eintrachtom do 2012., napustio je klub 18. srpnja 2011. te je od tada bez kluba.

### Reprezentativna karijera
Igrač je za Grčku debitirao u studenom 2002. u utakmici protiv Irske. S reprezentacijom je nastupio na Kupu konfederacija 2005. te na Europskom prvenstvu 2008. u Austriji i Švicarskoj.
U svojoj reprezentativnoj karijeri, Amanatidis je 35 puta igrao za Grčku te je pritom zabio tri pogotka. Najznačajniji je bio pobjednički gol protiv Turske u Istanbulu u sklopu kvalifikacija za EURO 2008.
Nakon gotovo osam godina u reprezentaciji, Amanatidis je 9. kolovoza 2010. objavio povlačenje iz reprezentacije. Tada je izjavio: "Tamo ima mnogo stranih i čudnih odabira. Neki igrači su uvijek u startnih 11 i mnogi od nas znaju razloge takve selekcije. Ako sada kažem nešto više o tome, bit će mnogo reakcija".

#### Pogoci za reprezentaciju
| #  | Datum               | Mjesto               | Protivnik | Pogodak | Rezultat | Natjecanje                |
| -- | ------------------- | -------------------- | --------- | ------- | -------- | ------------------------- |
| 1. | 17. listopada 2007. | Istanbul, Turska     | Turska    | 0 – 1   | Pobjeda  | Kvalifikacije za EURO 08' |
| 2. | 17. studenog 2007.  | Atena, Grčka         | Malta     | 5 – 0   | Pobjeda  | Kvalifikacije za EURO 08' |
| 3. | 24. svibnja 2008.   | Budimpešta, Mađarska | Mađarska  | 3 – 2   | Poraz    | Prijateljska utakmica     |

## Vanjske poveznice
- Igračeva službena web stranica  Arhivirana inačica izvorne stranice od 2. veljače 2011. (Wayback Machine)
- Profil igrača na web stranici Eintracht Frankfurta[neaktivna poveznica]
- Eintracht-Archiv.de